# Yuta Mishima
Yuta Mishima (三島 勇太 Mishima Yuta?), född 10 maj 1994 i Fukuoka prefektur, är en japansk fotbollsspelare.
Mishima började sin karriär 2013 i Avispa Fukuoka. Han spelade 75 ligamatcher för klubben. 2018 flyttade han till Tegevajaro Miyazaki.